# Australian Archaeological Institute at Athens
Das Australian Archaeological Institute at Athens (griechisch Αυστραλιανό Αρχαιολογικό Ινστιτούτο Αθηνών, kurz AAIA) ist eines von 17 ausländischen archäologischen Instituten in Griechenland, die alle ihren Hauptsitz in Athen haben. 
Das Institut wurde 1980 gegründet und vom griechischen Kultusministerium in den Rang einer „Archäologischen Schule“ erhoben. Die Aufgabe des Instituts ist es, Forschungen zum antiken, mittelalterlichen und modernen Griechenland in Australien voranzutreiben. Das privat finanzierte Institut wird von privaten Stiftungen und folgenden elf australischen Universitäten unterstützt: Universität Sydney, Universität Tasmanien, Universität Queensland, Western Australia-Universität, New England-Universität, Macquarie-Universität, Australische Nationaluniversität, Universität Adelaide, La Trobe Universität, Universität Newcastle und der Universität Melbourne. 
Das Institut führte Grabungen in Torone in der Chalkidike und Oberflächenforschungen in Paliochora auf Kythira durch. Außerdem werden Funde aus den Grabungen in Zagora auf Andros aufgearbeitet. Weitere Forschungen beschäftigen sich mit Keramik aus  Naukratis, Alt-Smyrna, Unteritalien und Sizilien. Offizielles Publikationsorgan ist die in Sydney erscheinende Zeitschrift Mediterranean Archaeology. 
Den griechischen Vorschriften entsprechend verfügt das Institut als anerkannte ausländische archäologische Schule über eine eigene Bibliothek. Es bietet bis zu fünf Gästen die Möglichkeit der Unterbringung. Gründer und Direktor des Instituts von 1980 bis 2016 war Alexander Cambitoglou. 